# Stazione di Malcantone
La stazione di Malcantone è stata una stazione ferroviaria della diramazione Cavezzo-Finale Emilia della ferrovia Modena-Mirandola.
La stazione serviva la frazione Malcantone, nel comune di Medolla, ed era gestita dalla Società Emiliana di Ferrovie Tranvie ed Automobili (SEFTA).